# Кэссиди, Эва
Эва Мари Кэссиди (англ. Eva Marie Cassidy; 2 февраля 1963 — 2 ноября 1996) — американская певица, которая прославилась благодаря своей интерпретации проверенных временем песен в стиле джаз, блюз, фолк, госпел, кантри и поп. В 1996 году она умерла от меланомы.
Эва была неизвестна за пределами родного Вашингтона. Четыре года спустя после её смерти радио BBC Radio 2 представило своим слушателям версии песен «Over the Rainbow» и «Fields of Gold». Песни пользовались успехом, после чего на телепередаче BBC Two Top of the Pops 2 было показано её видео «Over the Rainbow», записанное в джаз-клубе Blues Alley.
Альбом Songbird добрался до вершин британских чартов, что в свою очередь принесло Эве мировой успех.

## Дискография
- The Other Side (1992)
- Eva by Heart (1997)
- Live at Blues Alley (1997)
- Songbird (1998)
- Time After Time (2000)
- No Boundaries (2000)
- Method Actor (2002)
- Imagine (2002)
- American Tune (2003)
- Wonderful World (2004)
- Somewhere (2008)